# بخش دارخوین
بخش دارخوین یکی از بخش‌های شهرستان شادگان در استان خوزستان ایران است.

## جمعیت
براساس سرشماری مرکز آمار ایران در سال ۱۳۹۵، جمعیت بخش دارخوین ۱۴۷۵۴ نفر بوده‌است.

## تقسیمات کشوری
بخش دارخوین از دو دهستان تشکیل شده‌است:
- دهستان دارخوین
- دهستان دریسیه